# Драп

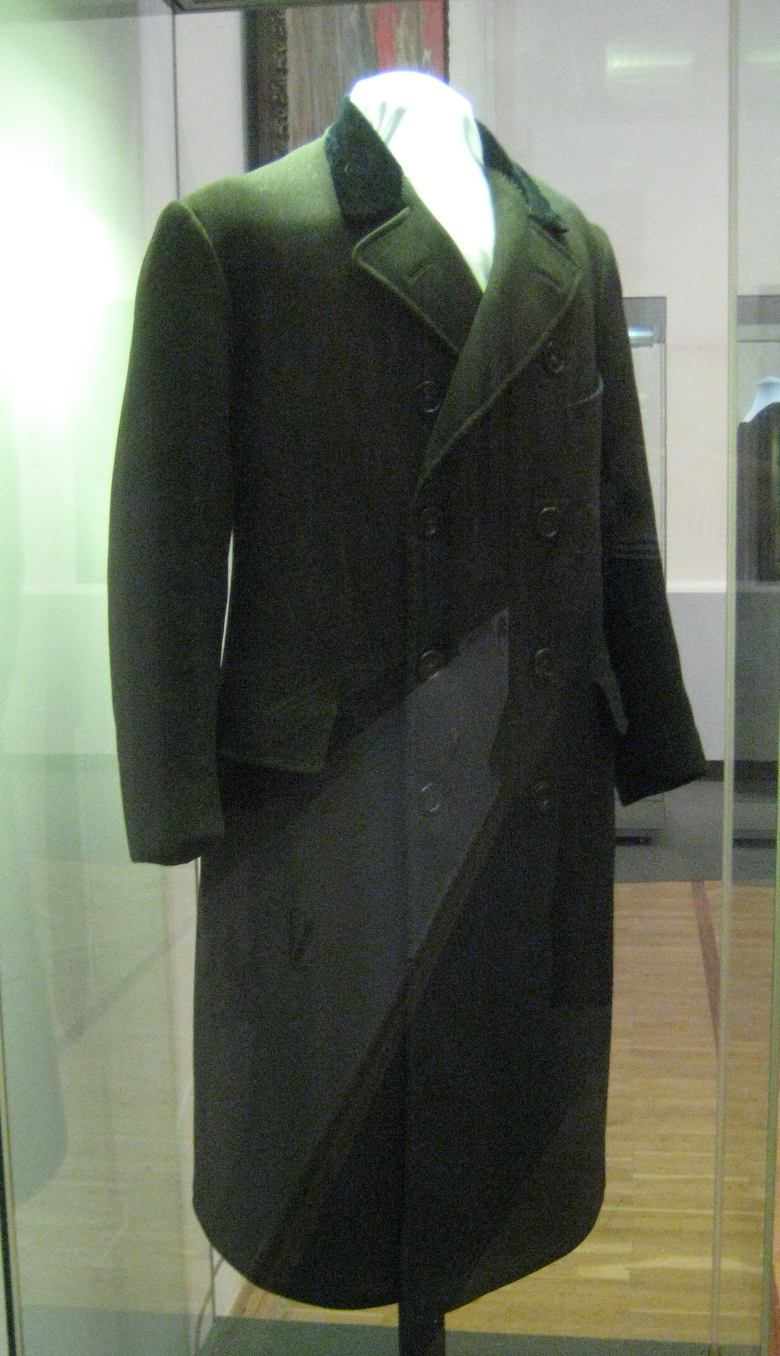
Пальто из драпа
В. И. Ульянова-Ленина

Драп (фр. drap «сукно») — тяжёлая, плотная шерстяная или полушерстяная гладкокрашеная ткань сложного переплетения из пряжи аппаратного (суконного) прядения с гладкой лицевой стороной и ворсистой изнаночной.
Название ткани «драп» вместо старорусского «сукно» стало употребляться в России в XIX веке, когда в моде на смену более лёгким тканям предыдущего столетия пришли плотные сукна. В XIX веке популярны были сорта драпа — драп-зефир, королевский, золотой, серебряный.
Драп состоит обычно из двух слоёв, благодаря чему обладает высокими теплоизолирующими свойствами. Лицевая сторона ткани часто вырабатывается из более высококачественной шерсти, чем изнанка. Некоторые сорта драпа вырабатываются с хлопчатобумажным утком. В зависимости от структуры и рисунка переплетения драп может быть ворсованным и неворсованным, одно- и многоцветным, с гладким лицом и рисунчатой подкладкой.
Из драпа шьют верхнюю мужскую и женскую одежду: зимние и демисезонные пальто. Так как драп не обладает достаточной пластичностью, то из него шьют модели без сложных подкройных деталей.